# (1968) Mehltretter
(1968) Mehltretter es un asteroide que forma parte del cinturón de asteroides y fue descubierto por Karl Wilhelm Reinmuth el 29 de enero de 1932 desde el observatorio de Heidelberg-Königstuhl, Alemania.

## Designación y nombre
Mehltretter se designó inicialmente como 1932 BK.
Posteriormente fue nombrado en honor del astrónomo alemán Johannes Peter Mehltretter (1934-1982).

## Características orbitales
Mehltretter está situado a una distancia media de 2,74 ua del Sol, pudiendo alejarse hasta 3,043 ua y acercarse hasta 2,436 ua. Su inclinación orbital es 4,595° y la excentricidad 0,1107. Emplea en completar una órbita alrededor del Sol 1656 días.